# 나이토 마사타미
나이토 마사타미(일본어: 内藤政民, 1806년 9월 21일 ~ 1855년 10월 23일)는 일본 에도 시대의 다이묘로, 유나가야번의 10대 번주이다. 관위는 종5위하, 이나바노카미이다.
데와노쿠니 쇼나이번주 사카이 다다아리의 다섯째 아들로 태어났다. 유나가야 번의 9대 번주 나이토 마사아키라의 양자가 되어, 1824년 음력 8월 23일에 마사아키라가 은거하자 번주직을 이어받고 그와 동시에 관직에 서임되었다. 학문을 좋아하여 번교 치도관(致道館) 창설에 주력했으며, 직접 강사가 되어 번사의 자제들을 교육하는 데에 힘썼다. 1855년, 50세의 나이로 사망하였고, 사위 나이토 마사쓰네가 그 뒤를 이었다.
| 전임 나이토 마사아키라 | 제10대 유나가야번 번주 1824년 ~ 1855년 | 후임 나이토 마사쓰네 |